# 大山名人杯倉敷藤花戦
大山名人杯倉敷藤花戦（おおやまめいじんはい くらしきとうかせん）は、倉敷市・倉敷市文化振興財団（アルスくらしき）・山陽新聞社が主催する将棋の女流タイトル戦。毎年11月前後にかけて挑戦手合制の三番勝負が行われ、その勝者は倉敷藤花のタイトル保持者となる。

## 概要
倉敷市出身の大山康晴十五世名人の功績をたたえ、倉敷市芸文館（大山名人記念館が併設）の開館に合わせて本棋戦をメイン事業の位置付けで1993年に創設された。
棋戦名の候補には当初『女流王座戦』などが挙がったが、女流棋士会から「既存の（男性）棋戦の名称を避けてほしい」「『女流～戦』といった名称より女性らしい名前を」という要望や、「主催の『倉敷』を名称に入れたらどうか」との大内延介（常務理事・当時）からのアドバイスもあり、また「大山名人杯」と冠を付けることが棋戦名の条件でもあったことから、最終的に「大山名人杯倉敷藤花戦」に決定した。「藤花」の名は、倉敷市の花が藤の花であることにちなむ。
倉敷藤花戦三番勝負の第2局・第3局は「倉敷市芸文館」を対局場として行われ、このうち第2局は午後から公開対局で行われる。
倉敷市以外でも、大山との関係が深く「大山将棋記念館」が町内にある青森県おいらせ町（旧・百石町）で、毎年8月に開催される「おいらせ全国将棋祭り」 のイベントとして、例年トーナメントのうちの1対局（公式戦）が現地で実施される。
地方自治体が主催になっている唯一のタイトル戦であり、その一方で新聞棋戦の位置づけで、女流棋戦では珍しく全ての対局が山陽新聞に一年を通して掲載されている。
第30期までは「期数・冠名・棋戦名」の順の棋戦名（第30期 大山名人杯 倉敷藤花戦）で行われたが、第31期（2023年度）より冠名の表記順に変更があり、以降は「冠名・期数・棋戦名」の順（大山名人杯 第31期 倉敷藤花戦）の棋戦名で行われている。

## 方式

### 挑戦者決定方法
タイトル「倉敷藤花」保持者を除く現役の全女流棋士および研修会に所属していない主催者推薦のアマチュア選手2名（第21期・2013年度より）が参加するトーナメントを行い、倉敷藤花への挑戦者を決定する。前期のベスト4以上は準決勝まで対局しないようにトーナメント表の配置においてシードされ、2回戦からの出場となる。本棋戦には予選がなく、全ての参加者が1回戦か2回戦から登場するフラットな方式のトーナメントである。
持ち時間は各2時間（チェスクロック使用）。

### 倉敷藤花戦三番勝負
倉敷藤花と挑戦者決定トーナメント勝者が三番勝負を戦い、その勝者が新たな倉敷藤花となる。
持ち時間は各2時間（チェスクロック使用）。例年、三番勝負の第2局と第3局は11月下旬に倉敷市の倉敷市芸文館で行われる（第2局の午後はホールでの公開対局）。

## クイーン倉敷藤花
倉敷藤花を通算5期獲得した女流棋士には「クイーン倉敷藤花」の称号が与えられる。
- 清水市代（1998年）
- 福間香奈（2012年）

## 歴代三番勝負
| 三番勝負勝敗（倉敷藤花側から見た勝敗） ○：勝ち / ●：負け / 千：千日手 / 持：持将棋 倉敷藤花戦三番勝負 \| 太字 \| ：倉敷藤花獲得者（三番勝負勝者、数字は通算獲得期数） \| \| 太字 Q \| ：クイーン称号獲得者（同上） \| - 第1期はトーナメント戦の決勝で一番勝負 |                                                      |
| 太字 | ：倉敷藤花獲得者（三番勝負勝者、数字は通算獲得期数） |
| 太字 Q | ：クイーン称号獲得者（同上）                         |

| 期 | 年度 | 挑戦者             | 勝敗               | 挑戦者             | 挑戦者           | ベスト4          | ベスト4          |
| -- | ---- | ------------------ | ------------------ | ------------------ | ---------------- | ---------------- | ---------------- |
| 1  | 1993 | 林葉直子           | ○                  | 斎田晴子           | 斎田晴子         | 中井             | 清水             |
| 期 | 年度 | 倉敷藤花戦三番勝負 | 倉敷藤花戦三番勝負 | 倉敷藤花戦三番勝負 | 本線トーナメント | 本線トーナメント | 本線トーナメント |
| 期 | 年度 | 倉敷藤花           | 勝敗               | 挑戦者             | 決勝敗者         | ベスト4          | ベスト4          |
| 2  | 1994 | 林葉直子           | ●●－               | 清水市代           | 斎田             | 中井             | 古河             |
| 3  | 1995 | 清水市代(2)        | ○●○                | 斎田晴子           | 蛸島             | 高群             | 山田久           |
| 4  | 1996 | 清水市代(3)        | ○○－               | 木村さゆり         | 高群             | 斎田             | 石橋             |
| 5  | 1997 | 清水市代(4)        | ○●○                | 中井広恵           | 斎田             | 長沢             | 高群             |
| 6  | 1998 | 清水市代(5)Q       | ○●○                | 碓井涼子           | 中井             | 木村さ           | 矢内             |
| 7  | 1999 | 清水市代(6)        | ○○－               | 矢内理絵子         | 中井             | 石橋             | 高橋             |
| 8  | 2000 | 清水市代(7)        | ○○－               | 矢内理絵子         | 蛸島             | 高橋             | 中井             |
| 9  | 2001 | 清水市代           | ●○●                | 中井広恵           | 蛸島             | 碓井             | 高橋             |
| 10 | 2002 | 中井広恵(2)        | ○○－               | 矢内理絵子         | 石橋             | 山田久           | 早水             |
| 11 | 2003 | 中井広恵(3)        | ○○－               | 石橋幸緒           | 斎田             | 山田久           | 清水             |
| 12 | 2004 | 中井広恵           | ●○●                | 清水市代(8)        | 高群             | 矢内             | 千葉             |
| 13 | 2005 | 清水市代(9)        | ○○－               | 矢内理絵子         | 中井             | 高群             | 石橋             |
| 14 | 2006 | 清水市代           | ●○●                | 斎田晴子           | 矢内             | 中村真           | 石橋             |
| 15 | 2007 | 斎田晴子           | ○●●                | 清水市代(10)       | 里見香           | 矢内             | 甲斐             |
| 16 | 2008 | 清水市代           | ●●－               | 里見香奈           | 甲斐             | 矢内             | 中村真           |
| 17 | 2009 | 里見香奈(2)        | ○○－               | 中村真梨花         | 本田             | 清水             | 矢内             |
| 18 | 2010 | 里見香奈(3)        | ●○○                | 岩根忍             | 甲斐             | 中井             | 上田             |
| 19 | 2011 | 里見香奈(4)        | ○○－               | 清水市代           | 室谷             | 石橋             | 上田             |
| 20 | 2012 | 里見香奈(5)Q       | ○○－               | 矢内理絵子         | 中井             | 中村真           | 本田             |
| 21 | 2013 | 里見香奈           | ○●●                | 甲斐智美           | 香川             | 上田             | 中井             |
| 22 | 2014 | 甲斐智美(2)        | ○●○                | 山田久美           | 貞升             | 本田             | 村田             |
| 23 | 2015 | 甲斐智美           | ●●－               | 里見香奈(6)        | 本田             | 室谷             | 貞升             |
| 24 | 2016 | 里見香奈(7)        | ●○○                | 室谷由紀           | 上田             | 中井             | 伊藤沙           |
| 25 | 2017 | 里見香奈(8)        | ○○－               | 伊藤沙恵           | 甲斐             | 岩根             | 中井             |
| 26 | 2018 | 里見香奈(9)        | ○○－               | 谷口由紀           | 中村真           | 石本             | 伊奈川           |
| 27 | 2019 | 里見香奈(10)       | ○●○                | 伊藤沙恵           | 加藤結           | 上田             | 谷口             |
| 28 | 2020 | 里見香奈(11)       | ○○－               | 中井広恵           | 石本             | 野原             | 甲斐             |
| 29 | 2021 | 里見香奈(12)       | ○●○                | 加藤桃子           | 野原             | 伊藤沙           | 山口恵           |
| 30 | 2022 | 里見香奈(13)       | ○○－               | 西山朋佳           | 香川             | 伊藤沙           | 中澤             |
| 31 | 2023 | 里見香奈(14)       | ○○－               | 西山朋佳           | 加藤結           | 今井             | 上田             |
| 32 | 2024 | 福間香奈(15)       | ○○－               | 伊藤沙恵           | 室谷             | 西山             | 上田             |

## アマチュア出場成績
アマチュア選手としての出場成績一覧
| アマ選手   | (初回) | 出場期     | (最新) | 出場回数 | 最高成績    |
| ---------- | ------ | ---------- | ------ | -------- | ----------- |
| 渡部愛     | 第21期 | 第21期     | 第21期 | 1回      | 1回戦・0勝  |
| 茅原有希   | 第21期 | 第22期     | 第23期 | 3回      | 2回戦・1勝  |
| 小野ゆかり | 第22期 | 第23-24期  | 第29期 | 4回      | 3回戦・2勝  |
| 頼本奈菜   | 第24期 | 第24期     | 第24期 | 1回      | 2回戦・1勝  |
| 磯谷真帆   | 第25期 | -          | 第26期 | 2回      | 2回戦・1勝  |
| 野原未蘭   | 第25期 | 第26-27期  | 第28期 | 4回      | 準決勝・4勝 |
| 磯谷祐維   | 第27期 | 第28、30期 | 第31期 | 4回      | 2回戦・1勝  |
| 宮澤紗希   | 第29期 | 第29期     | 第29期 | 1回      | 1回戦・0勝  |
| 大城千花   | 第30期 | 第31期     | 第33期 | 3回      | 3回戦・2勝  |
| 吉川恵     | 第32期 | 第32期     | 第32期 | 1回      | 2回戦・1勝  |
| 川西彩遥   | 第32期 | 第32期     | 第32期 | 1回      | 1回戦・0勝  |
| 井澤早紀   | 第33期 | 第33期     | 第33期 | 1回      | 1回戦・0勝  |